# Centralanstalten för försöksväsendet på jordbruksområdet
Centralanstalten för försöksväsendet på jordbruksområdet var en tidigare svensk myndighet som existerade 1907 till 1939.
Lantbruksakademien bedrev från 1814 försöksverksamhet vid sitt experimentalfält på Norra Djurgården. Centralanstalten bildades för att ta över denna verksamhet i annan form. Samtidigt införlivades Statens entomologiska anstalt i centralanstalten.
Vid sitt bildande hade centralanstalten fem avdelningar, för jordbruk, lantbrukskemi, husdjursskötsel samt mejerihantering, åkerbruksbotanik respektive lantbruksentomologi. Avdelningarna förestods av varsin professor. En sjätte avdelning, för bakteriologi, tillkom senare.
1932 överfördes den botaniska avdelningen till den då bildade Lantbrukshögskolan, och samma år överfördes växtskyddsverksamheten till en egen myndighet, Statens växtskyddsanstalt. 1937 överfördes mejeriverksamheten till Alnarps lantbruks-, mejeri- och trädgårdsinstitut. 1939 bildades Jordbruksförsöksanstalten och Husdjursförsöksanstalten ur respektive avdelning vid centralanstalten och 1948 fick dessa en paraplyorganisation i form av Statens lantbruksförsök.
Under åren 1962 till 1976 införlivades dessa separata institut med Lantbrukshögskolan som 1977 blev Sveriges lantbruksuniversitet.